# Agrotis catenifera
Agrotis catenifera là một loài bướm đêm trong họ Noctuidae.